# 布萊德利效應

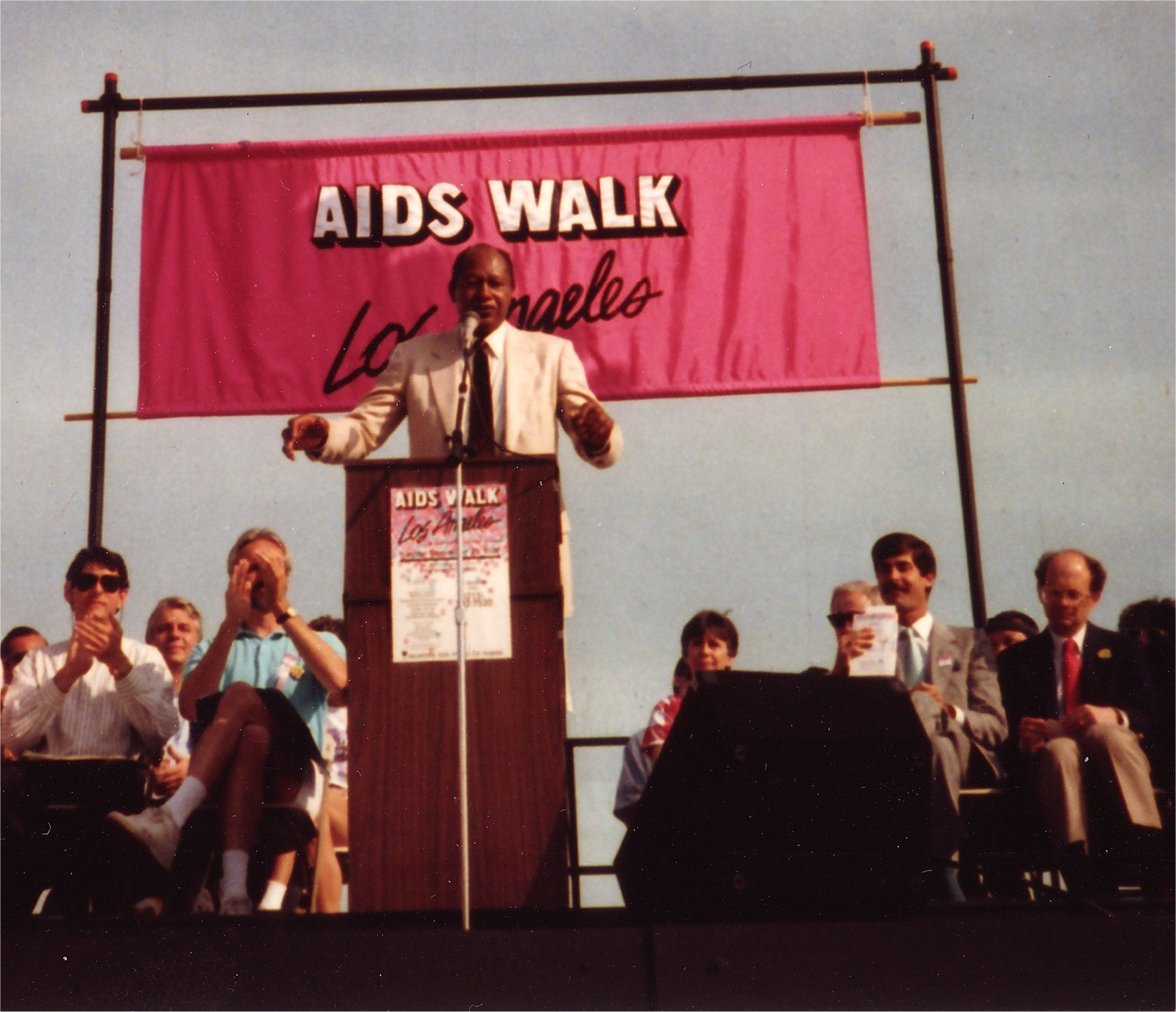
黑人候選人湯姆·布莱德利本人

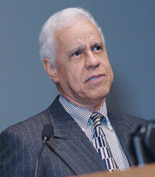
弗吉尼亚州长黑人候选人道格拉斯·怀尔德在选前民调中大辐领先，但最终仅以不到1%的差距险胜对手

布萊德利效應，是以前美國選舉的種族歧視現像，它解釋為何黑人即使在競選前民調領先，競選結果仍然落敗於白人的對手。
布萊德利效應认为，部分白人在接受民意调查时基于政治正确立场，不愿承认自己的种族歧视，宣称自己会支持黑人候选人，但真正投票时却投给白人。在1980年代，几位主要黑人候选人都显著遇到这种现象，包括加州州长候选人湯姆·布莱德利、弗吉尼亚州长候选人道格拉斯·怀尔德以及纽约市长候选人大卫·丁勤。
2008年，随着贝拉克·奥巴马成为第一位主要政党的黑人总统候选人，关于布莱德利效应的讨论达到一个高潮，很多政治观察家试图从民主党的初选以及大选结果中寻找布莱德利效应仍然存在或不存在的证据。最终大选结果表明，奥巴马实际得票率与选前民调结果相当，因此有人提出布莱德利效應已经消失；但另一方面也有人认为并没有消失，而是被这次选举黑人选民的高投票率所抵消。

## 外部參考
- 奧巴馬VS布萊德利效應 （页面存档备份，存于）